# تعذيب طبي
يصف التعذيب الطبي تورط العاملين الطبيين في أعمال التعذيب أو التحريض عليها في بعض الأحيان، إما للحكم على ما يتحمله الضحايا، أو لِتطبيق العلاجات التي من شأنها تعزيز التعذيب، أو بوصفهم جلادين في الحد ذاته، يتداخل التعذيب الطبي مع الاستجواب الطبي إذا كان ينطوي على استخدام الخبرة الطبية المهنية؛ لتسهيل الاستجواب أو العقاب البدني، أو في إجراء تجارب تعذيب بشرية أو في تقديم عقوبات طبية مهنية وموافقة لتعذيب السجناء. يغطي التعذيب الطبي أيضًا التجارب العلمية التعذيبية (أو العلمية الزائفة) على الأشخاص غير الراغبين في ذلك.

## أخلاقيات مهنة الطب والقانون الدولي
ينتهك التعذيب الطبي بوجه أساسي أخلاقيات مهنة الطب، والتي يُتوقع من جميع الممارسين الطبيين الالتزام بها.
- يمثل قَسم أبقراط تصريحات واضحة ضد الأذى المتعمد الخارج عن مصلحة المريض. غالباً ما تترجم هذه البيانات بأنها «سأصرف النظم؛ لصالح مرضاي وفقًا لقدرتي وحكمتي» و«لن أفعل أي معضلة لأي شخص آخر» (ملاحظة: هذه العبارات هي صياغة المبادئ الأخلاقية للإحسان وعدم الإيذاء).
- استجابة للتجارب النازية البشرية على السجناء خلال الحرب العالمية الثانية، والتي أُعلنت في محاكمات نورمبرغ بعد الحرب العالمية الثانية بأنها «جرائم ضد الإنسانية»؛ طورت الجمعية الطبية العالمية إعلان جنيف ليحل محل قسم أبقراط القديم. يتطلب إعلان جنيف من الممارسين الطبيين القول: «سأحافظ (أنا، الممارس الطبي) على أقصى درجات الاحترام للحياة البشرية منذ بدايتها حتى تحت التهديد ولن أستخدم معرفتي الطبية بما يتعارض مع قوانين الإنسانية».
- أدت محاكمات نورمبرغ أيضًا إلى ظهور قانون نورمبرغ الذي يحدد بوضوح حدود التجارب الطبية المقبولة.
- إضافةً إلى ذلك، ردًا على الفظائع النازية؛ تحظر اتفاقيات جنيف لعام 1949 تمامًا تعذيب أسرى الحرب وغيرهم من غير المقاتلين المحميين.
- أصدرت الجمعية الطبية العالمية إعلان طوكيو [الإنجليزية] (1975)[1]عددًا من التصريحات المحددة ضد التعذيب، بما في ذلك «لا يجوز للطبيب الموافقة على ممارسة التعذيب أو التغاضي عنها أو المشاركة فيها».
- بالإضافة إلى ذلك، تحظر اتفاقية الأمم المتحدة المناهضة التعذيب -التي تنطبق على العاملين في المجال الطبي بالإضافة إلى ضباط إنفاذ القانون والعسكريين والسياسيين وغيرهم من الأشخاص الذين يتصرفون بصفتهم الرسمية- استخدام التعذيب تحت أي ظرف من الظروف. وبموجب المادة 2 من الاتفاقية، تنص على أنه «لا يجوز التذرع بأي ظروف استثنائية مهما كانت، سواء كانت حالة حرب أو تهديد بالحرب أو عدم استقرار سياسي داخلي أو أي حالة طوارئ عامة أخرى، لتبرير التعذيب».
- تنطبق مبادئ الأمم المتحدة للأخلاقيات الطبية ذات الصلة بدور العاملين الصحيين، لا سيما الأطباء، في حماية السجناء والمحتجزين من التعذيب وغيره من ضروب المعاملة أو العقوبة القاسية أو اللاإنسانية أو المهينة (رقم الأمم المتحدة 1982) على وجه التحديد على العاملين الطبيين وغيرهم من العاملين الصحيين إذ ليس لديها آلية لضمان التنفيذ. الأمر متروك للهيئات الحكومية والإقليمية والوطنية لفرض المعايير الواردة في الوثيقة.
- وضع تطوير مسؤولية القيادة جميع الأشخاص تحت الالتزام القانوني، بمن فيهم الأطباء، المتورطين في جرائم ضد الإنسانية.
- ما تزال هناك ثغرات في اللوائح المتعلقة بالتعذيب الطبي في العديد من البلدان. يجري توقع مستوى أعلى من السلوك من المهنيين الصحيين، لكن مبادئ الأمم المتحدة لأخلاقيات مهنة الطب غير قابلة للتنفيذ عندما تتواطأ الحكومات في الانتهاكات. ينعكس هذا المعيار الأعلى في مبادئ الإحسان وعدم الإساءة (قبل كل شيء لا ضرر ولا ضرار) والاستقلالية والعدالة والكرامة والموافقة المستنيرة، وهي مبادئ لا تغطيها اتفاقية الأمم المتحدة لمناهضة التعذيب تغطية شاملة.

## أمثلة
- بين عامي 1937 و 1945، شارك أفراد طبيون يابانيون كانوا جزءًا من الوحدة 731 في تعذيب وقتل ما يصل إلى 10000 سجين كوري وصيني وروسي وأمريكي وغيرهم بالإضافة إلى أسرى حرب في أثناء الحرب الصينية اليابانية الثانية.[2]
- خلال الحرب العالمية الثانية، تعرض السجناء في معسكرات الاعتقال النازية؛ لتجارب طبية. كان جوزيف منغيل أشهر مرتكب الجريمة، ما أكسبه لقب «ملك الموت». وحرص بعض الأطباء على إعدام النزلاء بشكل مؤلم. على سبيل المثال، كان هيرمان فيشر-هولستروغ، الذي لعب دورًا في إعدام سجناء بارزين مثل ديتريش بونهوفر، «الذي كان يعمل على إنعاش السجناء السياسيين بعد إعدامهم عندما يكادوا أن يموتوا، من أجل إطالة معاناة موتهم»."[3]
- بين عامي 1970 و 1971، استُخدمت تقنيات الاستجواب المشوشة عقليًا ضد السجناء المحتجزين الذين قُبض عليهم في أيرلندا الشمالية، بما في ذلك الضوضاء البيضاء.[4]
- اشتكت الحكومة الأيرلندية إلى المفوضية الأوروبية لحقوق الإنسان، التي وجدت بريطانيا مذنبة بارتكاب التعذيب، لكن المحكمة الأوروبية العليا لحقوق الإنسان قضت بأن تصرفات الحكومة البريطانية كانت «غير إنسانية ومهينة، ولكنها لا تشكل تعذيباً».

## التواطؤ الطبي أو المهني المزعوم
وفقًا لحملة مركز الحقوق الدستورية «عندما يضر المعالجون»، كان المهنيون الصحيون متواطئين في تعذيب وإساءة معاملة المعتقلين خلال «حرب الرئيس الأمريكي جورج دبليو بوش على الإرهاب». تورط المهنيون الصحيون، بمن فيهم الأطباء والأطباء النفسيون والفاحصون الطبيون وعلماء النفس والممرضات، في تعذيب وإساءة معاملة السجناء في السجون السرية التابعة لوكالة المخابرات المركزية ومراكز الاحتجاز العسكرية، مثل تلك الموجودة في غوانتانامو وأفغانستان والعراق.
يُتهم المهنيون الصحيون بما يلي:
- صياغة تكتيكات مسيئة وإضفاء الشرعية الزائفة على استخدامها.
- نصح المحققين بأساليب الاعتداء التي من شأنها استغلال ضعف السجناء.
- استخدام الإجراءات الطبية لإيذاء السجناء.
- قياس الألم ومراقبة الاستجوابات التي تنطوي على خطر ترك السجناء بحاجة إلى العلاج.
- فحص السجناء لإثبات أنهم قادرون على النجاة من سوء المعاملة الإضافية.
- اشتراط العلاج الطبي أو الصحة العقلية بالتعاون مع الاستجواب.
- مشاركة معلومات المريض السرية التي المستخدمة لإيذاء المرضى.
- التستر على أدلة التعذيب وسوء المعاملة.
- غض الطرف عن المعاملة القاسية.